# Capilla Carafa

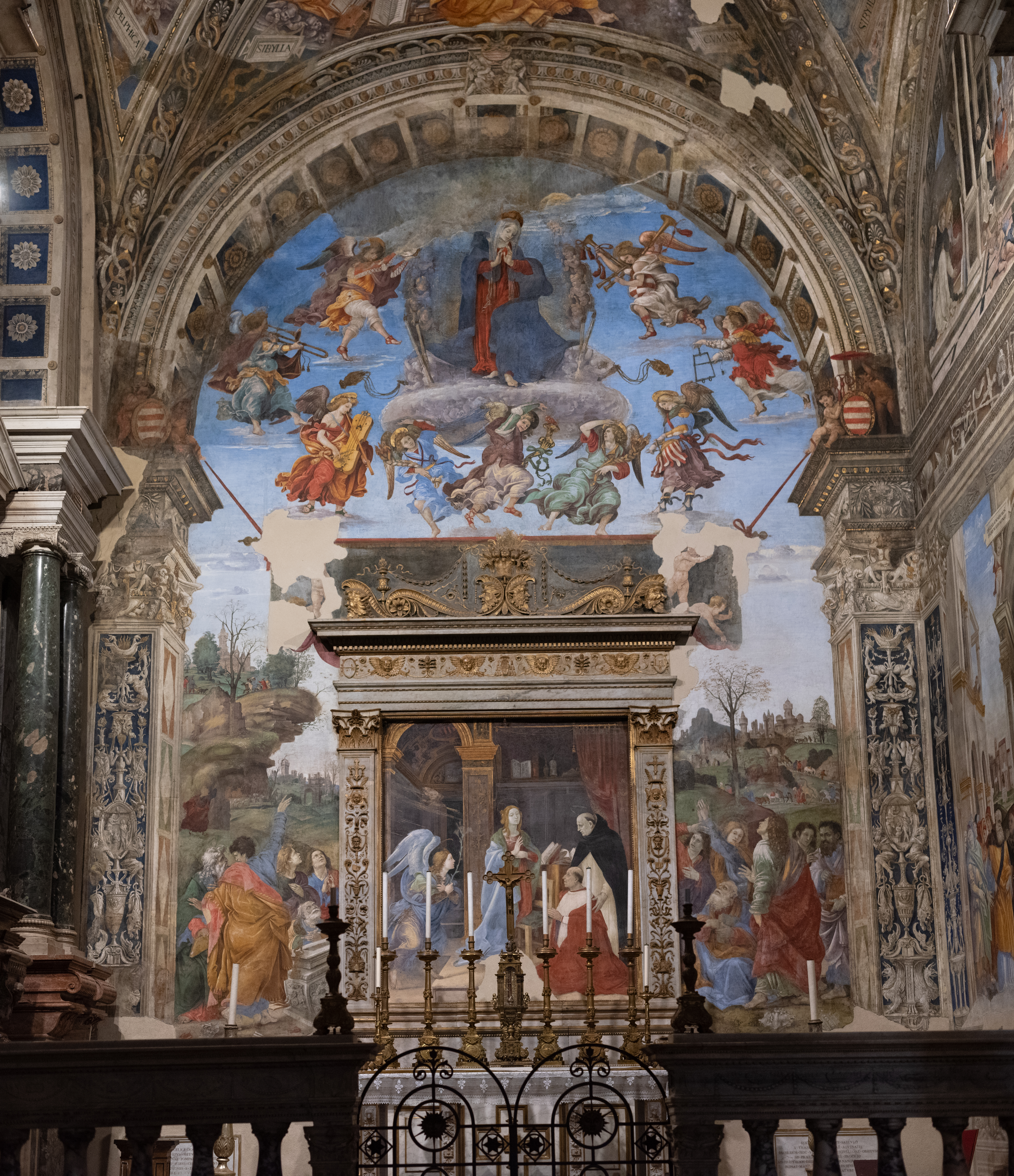
Vista de la capilla.

La Capilla Carafa es una capilla en la iglesia de Santa Maria sopra Minerva, Roma, Italia, es conocida por varios frescos obra de  Filippino Lippi.

## Historia
La capilla  se encuentra ubicada sobre el lateral derecho de la basílica  y está dedicada a Santa María y a santo Tomás de Aquino,  fue construida a fines del siglo XV por orden del cardenal Oliviero Carafa. Carafa era miembro de los Dominicos, quienes administraban la capilla en esa época, y su palacio se encontraba en las inmediaciones.
Lorenzo de Médici de Florencia recomendó al cardenal Carafa que le encargara a Filippino Lippi  que por esa época contaba cerca de treinta años de edad la decoración de la capilla. Para ello, el artista debió suspender su trabajo en la capilla Filippo Strozzi en Santa Maria Novella los cuales habían comenzado en 1487 y que recién terminarían en 1502.

Los registros confirman la presencia de Lippi en Roma el 27 de agosto de 1488, trabajando con su asistente Raffaellino del Garbo. Para el pintor era el primer gran fresco, y su primer (y único) trabajo en Roma. Las pinturas ya estaban finalizadas en 1493, cuando las visitó el Papa Alejandro VI.
Raffaellino también decoró un pequeño cuarto anexo a la capilla, el cual alojaría el cuerpo de Carafa cuando hubiera fallecido, allí pintó las Storie di Virginia (Historias de Virginia) y otros temas relacionados con la castidad.

## Descripción

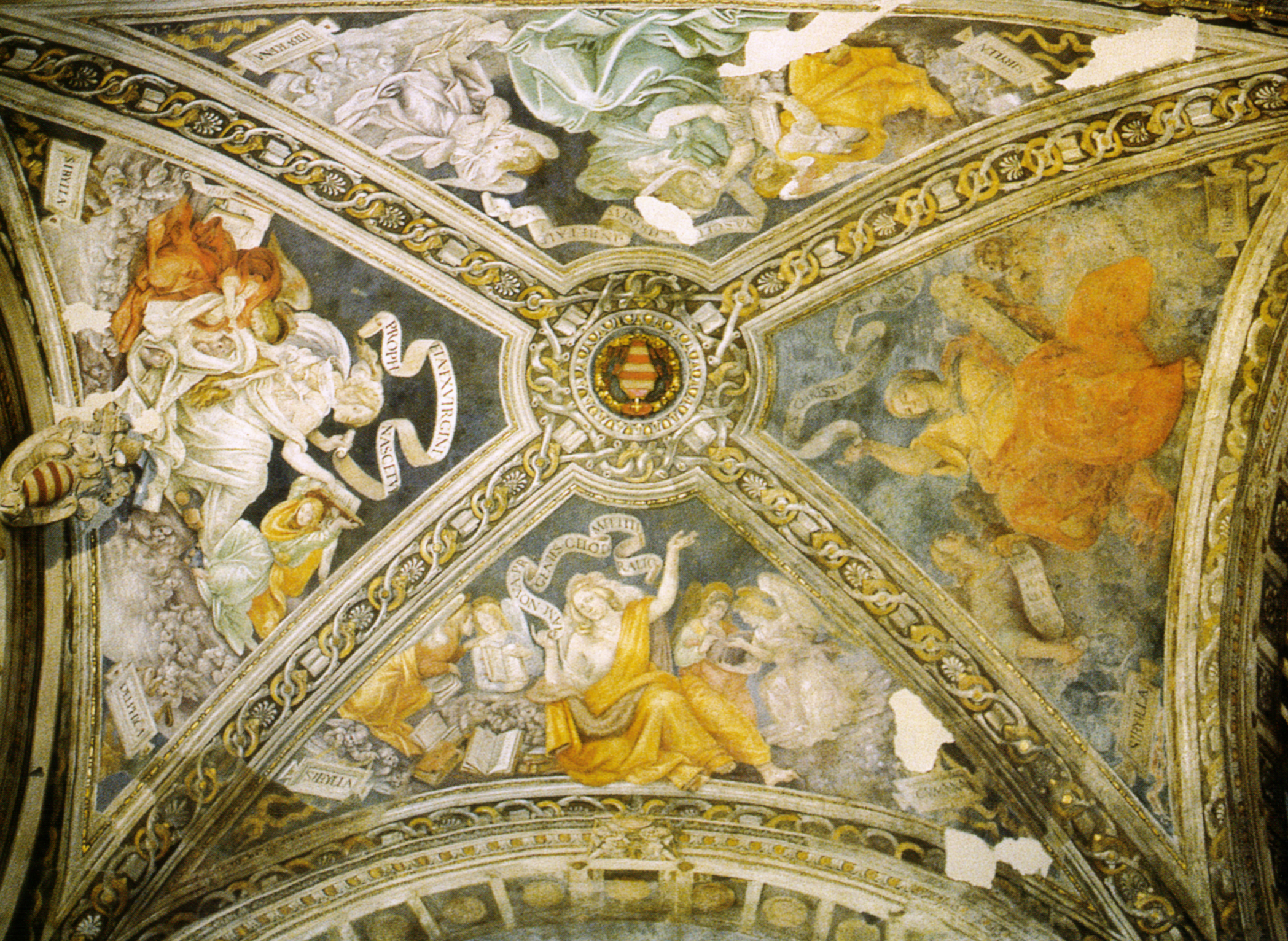
La bóveda.

### La bóveda
La decoración comenzó por la bóveda, la cual fue dividida en cuatro sectores angulares en los cuales Filippino pintó a las cuatro Sibilas. En el medio se encuentra el escudo de la familia Carafa dentro de un medallón. El marco de las escenas incluye un motivo de ramas retorcidas formando anillos y diamantes (el cual es el símbolo de Lorenzo de Medici), entremezclado con libros y palmas. La referencia a la familia Medici es por lo general considerada un agradecimiento a las gestiones de Lorenzo ante Carafa en nombre del pintor, y por tarea pacificadora durante la conjura del Baron la cual había asolado en 1485 el Reino de Nápoles, el terruño de Carafa. El libro está relacionado con los intereses intelectuales el Cardenal.
En las Sibilas, Filippi fue el primer florentino en adoptar la perspectiva sotto in su ("desde abajo"). Para ello probablemente se haya inspirado en el fresco la Ascensión de Maria obra de Melozzo da Forlì, en ese entonces en la basílica de los Santi Apostoli. Las Sibilas eran símbolos de sabiduría y conocimiento; se las presenta sosteniendo cartuchos con escritos de Santo Tomas.

### Muros centrales
La pared del fondo que aloja el altar se encuentra decorada con un fresco alto con la Anunciación dentro de un marco de estuco y la Aceptación de la Virgen  en los laterales y en la sección superior. La escena se encuentra ubicada dentro de un falso arco soportado por pilastras decoradas con agave. Los temas presentados incluyen un barco romano con una rama de olivo, una alusión al comando de la flota papal por parte de Oliverio Carafa en 1472 contra los turcos. Lippi copió el barco de un relieve romano en la basílica de San Lorenzo fuori le Mura (actualmente en los  Museos Capitolinos).
El friso, muestra otro tema relacionado con las actividades del Cardenal, mientras que en el sector superior hay ángeles con el escudo Carafa.

## Anunciación
En la Anunciación, Lippi adoptó una composición algo inusual en la que Santo Tomas presenta al Cardenal Carafa a la virgen María. La presencia del donante era un tema común, tal como se observa en la Anunciación de Antoniazzo Romano en la misma iglesia. Aquí, sin embargo, Maria es representada mirando al ángel, y a la vez, bendiciendo con su mano derecha a Carafa. La escena se desarrolla en un ambiente interno donde Maria se arrodilla en una silla al lado de un atril con libros. Atrás de una cortina se muestra un bodegón, que incluye una estantería con libros, una jarra (un símbolo de la pureza transparente), y una rama de olivo. Estos dos elementos forman un rebus con el nombre de Oliviero Carafa.
A la izquierda se encuentra un hall con una bóveda de cañón, con el escudo de los Carafa, tal vez tomado del palacio del Cardenal. La escena es enmarcada por un rico friso decorado con jarros, frutos, columnas y grotescos, estos últimos podrían estar inspirados en las pinturas que se descubrieron por esa época en el Domus Aurea.

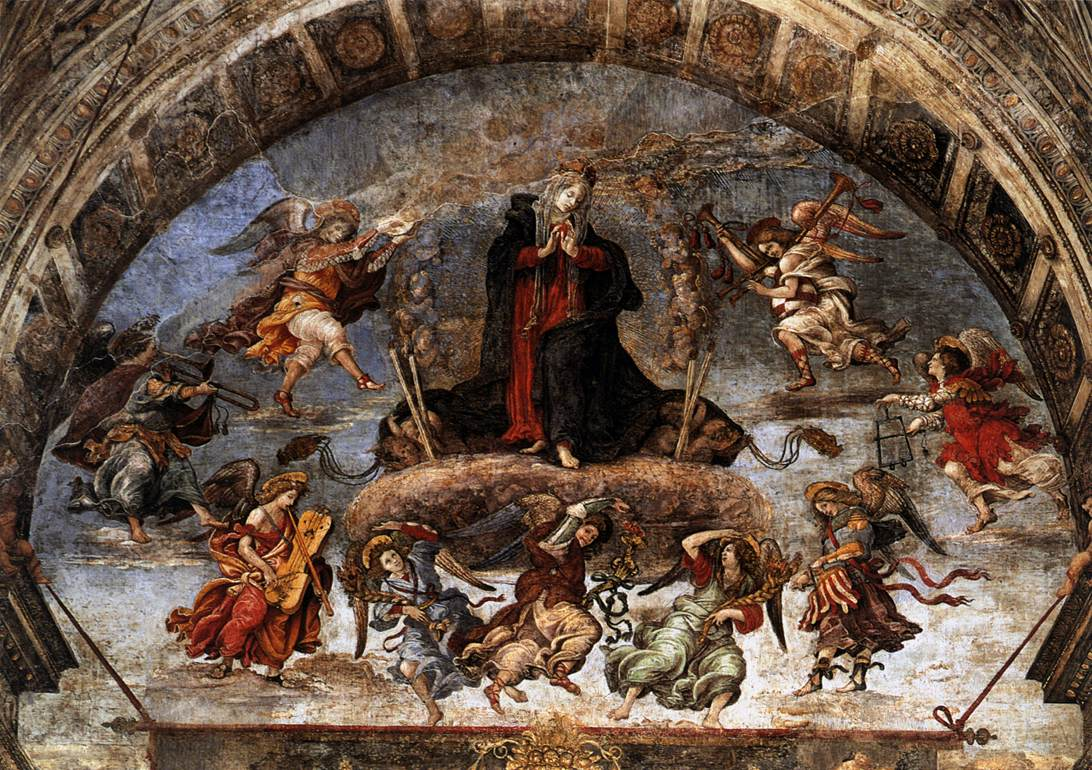
Aceptación.

## Aceptación
La Aceptación, que se encuentra acompañada por imágenes de santos contemplando la escena, presenta a la Virgen ascendiendo en una nube la cual es elevada por un grupo de ángeles; a sus costados hay velas encendidas, ángeles esparciendo incienso y una mandorla luminosa de querubines.  Los dos incensarios inspirados en los que se observan en el fresco de Sandro Botticelli Castigo de los Rebeldes en la Capilla Sixtina, y en el cual tal vez Lippi colaboró.

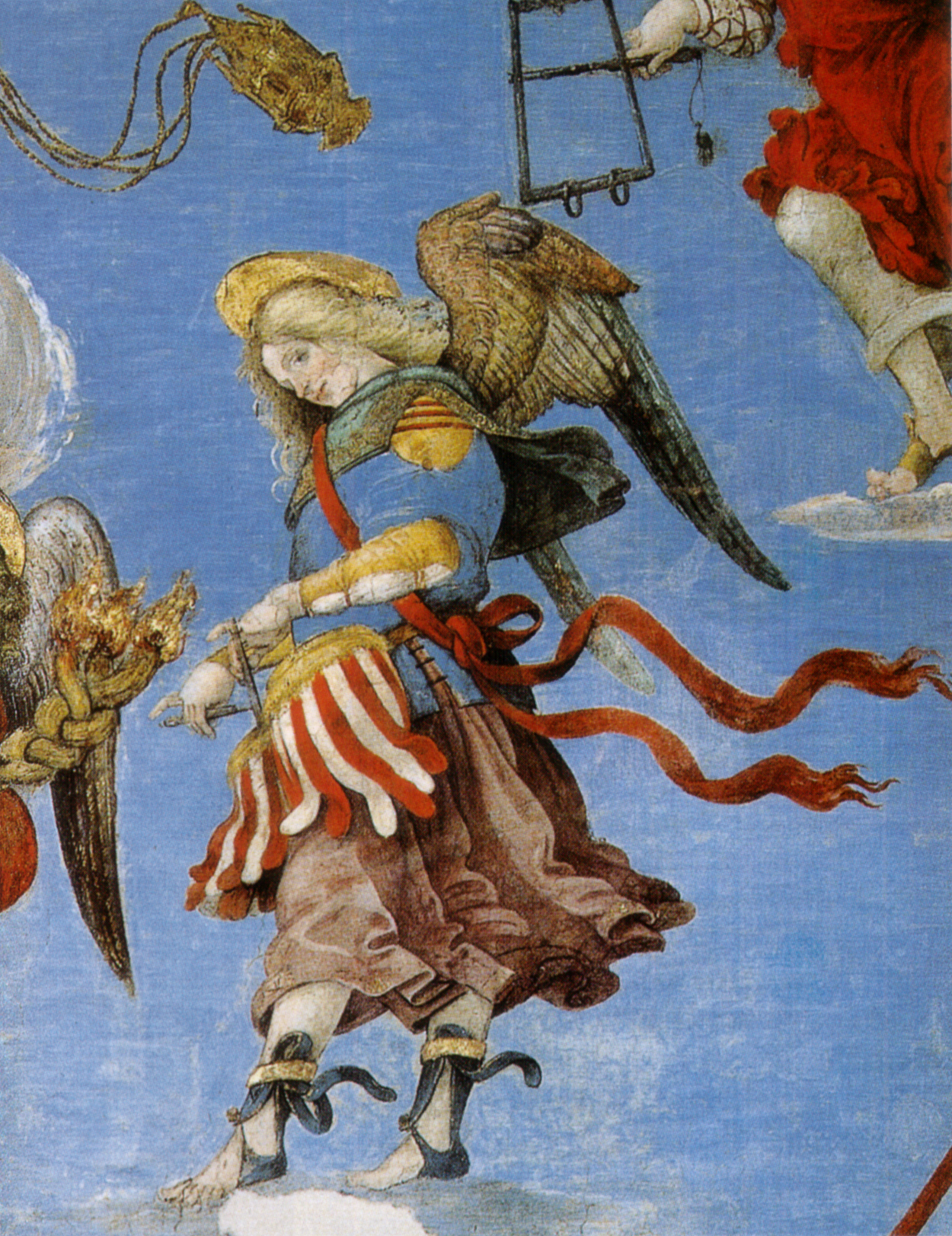
Detalle de un ángel con tambor.

La Virgen es presentada de una manera tradicional, en una vista de frente; en cambio los ángeles son presentados de manera más original danzando en torno a ella, pintada da sotto in su de manera similar a los de Melozzo da Forlì. En sentido horario, los ángeles, tienen un tambor, una trompeta, un salterio, antorchas (los tres que empujan la nube), un tambor (en la cintura), un triángulo de forma trapezoidal, y una cornamusa. Los instrumentos son los típicos de las bandas militares de la época, y es otra referencia al triunfo naval de Carafa en Turquía.
En el sector inferior, tras los apóstoles hay una procesión de personajes exóticos y animales, que tal vez sea una referencia al triunfo concedido al Cardenal luego de su regreso de la expedición naval. Probablemente Lippi haya visto una jirafa en Florencia la que le fuera donada a Lorenzo de Medici con anterioridad.

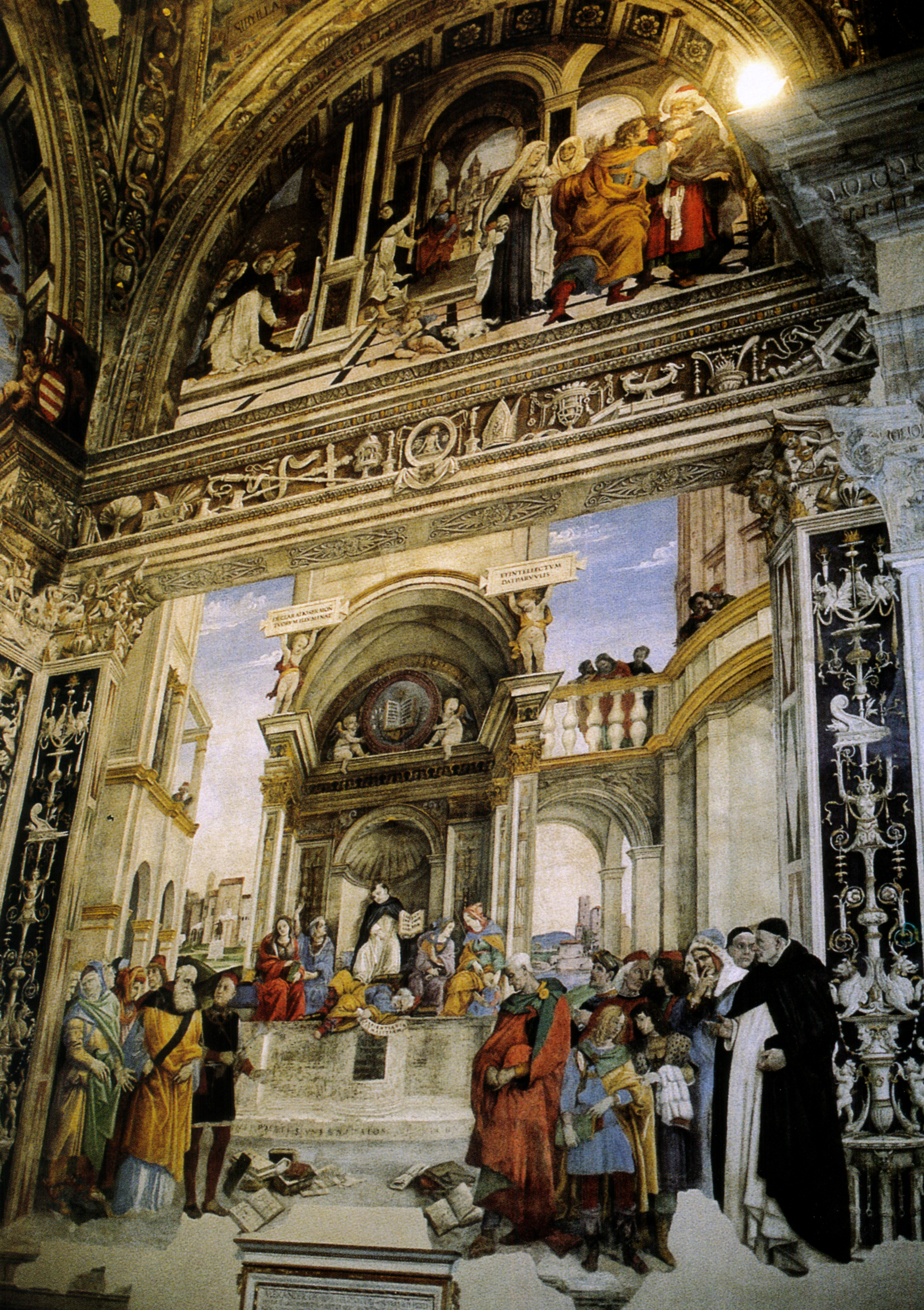
Muro derecho.